# Carljohan Eriksson
Carljohan Daniel Viktor Eriksson (Helsinki, 25 aprile 1995) è un calciatore finlandese, portiere del Sandefjord, in prestito dal Sarpsborg 08.

## Carriera

### Club
Cresciuto nel settore giovanile dell'HJK, inizia la propria carriera nel Klubi 04 con cui disputa 3 stagioni in Kakkonen, la terza serie del calcio finlandese; nell'aprile 2014 gioca per un breve periodo in prestito al PK-35 Vantaa prima di fare ritorno all'HJK; con il club della capitale fa il suo esordio in Veikkausliiga giocando l'incontro vinto 2-0 contro l'Inter Turku.
L'anno seguente si trasferisce a titolo definitivo all'HIFK dove ricopre il ruolo di titolare per tre stagioni in massima divisione.
Nel 2018 passa agli svedesi del Jönköpings Södra, in Superettan, dove però fatica a trovare spazio sia sotto la gestione dell'iniziale allenatore Jörgen Wålemark, che sotto quella del sostituto Stefan Jörgensen, che sotto quella del nuovo tecnico Andreas Brännström, giocando complessivamente solo 4 incontri.
Al termine della stagione si trasferisce al Mjällby, squadra in cui trova spazio da titolare in un campionato di Superettan 2019 concluso dai gialloneri con il ritorno nella massima serie svedese; gioca gran parte delle partite in calendario anche nel 2020, quando colleziona le sue prime 22 presenze in Allsvenskan.
L'anno successivo viene schierato nelle prime due giornate ma perde temporaneamente il posto in favore del giovane Samuel Brolin, salvo poi riconquistare il ruolo di titolare a partire dalla tredicesima giornata. Dalla prima giornata di ritorno inizia una striscia di otto partite consecutive in cui rimane imbattuto, contribuendo nel frattempo a risollevare la squadra dalla zona retrocessione. Durante questo periodo, arriva addirittura a sfiorare il record di sempre di imbattibilità nel campionato di Allsvenskan (stabilito da Håkan Svensson tra il 1999 e il 2000 con 808 minuti senza subire reti), tuttavia Eriksson vede sfumare il primato a soli 16 minuti dal traguardo, in virtù della rete incassata al 28' minuto della partita interna contro l'IFK Göteborg, quando invece avrebbe dovuto evitare di subire gol almeno fino al 44' minuto. Nonostante il Mjällby sia stato perlopiù impegnato nella lotta per non retrocedere, salvandosi, Eriksson è stato il portiere più volte imbattuto (13 su 20 presenze personali) di tutta l'Allsvenskan 2021. È stato inoltre eletto miglior portiere di quel campionato.
Libero da vincoli contrattuali, nel gennaio 2022 ha firmato un contratto di due anni e mezzo con gli scozzesi del Dundee United.

### Nazionale
Dopo numerose presenze con le nazionali giovanili finlandesi, nel 2021 ha esordito in nazionale maggiore.

## Statistiche
Statistiche aggiornate all'11 agosto 2021.

### Presenze e reti nei club
| Stagione        | Squadra          | Campionato      | Campionato | Campionato | Coppe nazionali | Coppe nazionali | Coppe nazionali | Coppe continentali | Coppe continentali | Coppe continentali | Altre coppe | Altre coppe | Altre coppe | Totale | Totale | Totale |
| Stagione        | Squadra          | Comp            | Pres       | Reti       | Comp            | Pres            | Reti            | Comp               | Pres               | Reti               | Comp        | Pres        | Reti        | Pres   | Reti   |        |
| --------------- | ---------------- | --------------- | ---------- | ---------- | --------------- | --------------- | --------------- | ------------------ | ------------------ | ------------------ | ----------- | ----------- | ----------- | ------ | ------ | ------ |
| 2012            | Klubi 04         | K               | 23         | 0          | CF+CdL          | 0               | 0               |                    | -                  | -                  |             | -           | -           | 23     | 0      |        |
| 2013            | Klubi 04         | K               | 24         | 0          | CF+CdL          | 0               | 0               |                    | -                  | -                  |             | -           | -           | 24     | 0      |        |
| 2014            | Klubi 04         | K               | 9          | 0          | CF+CdL          | 0               | 0               |                    | -                  | -                  |             | -           | -           | 9      | 0      |        |
| 2014            | PK-35 Vantaa     | Y               | 2          | 0          | CF+CdL          | 0               | 0               |                    | -                  | -                  |             | -           | -           | 2      | 0      |        |
| 2014            | HJK              | VL              | 6          | 0          | CF+CdL          | 1+3             | 0               | UEL                | 1                  | 0                  |             | -           | -           | 11     | 0      |        |
| 2015            | HIFK             | VL              | 20         | 0          | CF+CdL          | 1+2             | 0               |                    | -                  | -                  |             | -           | -           | 23     | 0      |        |
| 2016            | HIFK             | VL              | 20         | 0          | CF+CdL          | 0+3             | 0               |                    | -                  | -                  |             | -           | -           | 23     | 0      |        |
| 2017            | HIFK             | VL              | 16         | 0          | CF              | 4               | 0               |                    | -                  | -                  |             | -           | -           | 20     | 0      |        |
| 2018            | Jönköpings Södra | S1              | 4          | 0          | CS+CS           | 1+1             | 0               |                    | -                  | -                  |             | -           | -           | 6      | 0      |        |
| 2019            | Mjällby          | S1              | 25         | 0          | CS              | 4               | 0               |                    | -                  | -                  |             | -           | -           | 29     | 0      |        |
| 2020            | Mjällby          | A               | 22         | 0          | CS              | 2               | 0               |                    | -                  | -                  |             | -           | -           | 24     | 0      |        |
| 2021            | Mjällby          | A               | 14         | 0          | CS              | 0               | 0               |                    | -                  | -                  |             | -           | -           | 14     | 0      |        |
| Totale carriera | Totale carriera  | Totale carriera | 185        | 0          |                 | 22              | 0               |                    | 1                  | 0                  |             | -           | -           | 208    | 0      |        |

### Cronologia presenze e reti in nazionale
| Cronologia completa delle presenze e delle reti in nazionale ― Finlandia | Cronologia completa delle presenze e delle reti in nazionale ― Finlandia | Cronologia completa delle presenze e delle reti in nazionale ― Finlandia | Cronologia completa delle presenze e delle reti in nazionale ― Finlandia | Cronologia completa delle presenze e delle reti in nazionale ― Finlandia | Cronologia completa delle presenze e delle reti in nazionale ― Finlandia | Cronologia completa delle presenze e delle reti in nazionale ― Finlandia | Cronologia completa delle presenze e delle reti in nazionale ― Finlandia |
| Data                                                                     | Città                                                                    | In casa                                                                  | Risultato                                                                | Ospiti                                                                   | Competizione                                                             | Reti                                                                     | Note                                                                     |
| ------------------------------------------------------------------------ | ------------------------------------------------------------------------ | ------------------------------------------------------------------------ | ------------------------------------------------------------------------ | ------------------------------------------------------------------------ | ------------------------------------------------------------------------ | ------------------------------------------------------------------------ | ------------------------------------------------------------------------ |
| 1-9-2021                                                                 | Helsinki                                                                 | Finlandia                                                                | 0 – 0                                                                    | Galles                                                                   | Amichevole                                                               | -                                                                        |                                                                          |
| Totale                                                                   |                                                                          | Presenze                                                                 | 1                                                                        |                                                                          | Reti                                                                     | 0                                                                        |                                                                          |